# صدا باکان
صدا باکان (انگلیسی: Seda Bakan؛ زادهٔ ۱۰ اکتبر ۱۹۸۵) بازیگر اهل ترکیه است.
از فیلم‌ها یا برنامه‌های تلویزیونی که وی در آن نقش داشته‌است می‌توان به دوست داشتن را به من یاد بده اشاره کرد.